# ジクラ
ジクラ (Zicra) は、観賞魚用器具を製造する企業及びそのブランド名称。

## 概要
熱帯魚を始めとした水棲生物用の飼料や水質調整剤、濾過材等を製造、販売している。主力商品である水質調整剤「ジクラウォーター」は日本全国のペットショップ等で販売されており、国産メーカー品の水質調整剤としては最もポピュラーなものである。海洋性珪藻土を主成分としたこの水質調整剤は「あらゆる有効ミネラル、微量元素を含み、ビタミン、天然酵素の働きで、バクテリアを活性化する。」とされる。

## 主力製品
- ジクラウォーター

水質調整剤。熱帯魚用、海水魚用など9種類のラインナップ。
- SOD フード

飼料。SOD とは Super Oxide Dismutase の略。メダカ用、ベタ用など5種類のラインナップ。
- アギトシリーズ

昆虫飼育用品のブランド。飼料や菌糸ビンなどがある。